# イケない女〜大逆転ランキング〜
イケない女〜大逆転ランキング〜（イケおんな だいぎゃくてんランキング）とは、2005年12月から2006年8月まで、GyaOの10chで更新されていた恋愛バラエティ番組。毎週火曜日･木曜日の正午更新。2007年7月19日に放送終了。

## 概要
- 出演:スピードワゴン（井戸田潤・小沢一敬）、堀越のり、二川原哲人、高橋将之、KENJOHN、八戸亮、NAOKI、RUITO、JIN
- ナレーター:淵澤由樹
- 彼氏のいない寂しくて、イケてない女性、即ち「イケない女」を大逆転させるランキングや情報を伝える。
- 冒頭で小沢がアメリカンジョーク風の小話をするのが定番。だが井戸田曰く「オチが無い」
- 初期はデートコースを紹介するのがメインだったが、段々騎士団のデートにコメントしトークがメインとなり始めた。趣旨がずれてきた為、視聴者の意見も重視し、再び元の企画内容に戻した。
- GyaO側の諸事情により中途半端に終了している。

## 主なコーナー

### ナイトDEデート
- 小沢率いる「小沢騎士団」が視聴者の女性とデートする。お奨めデートスポットも紹介。

### 小沢ランキング
- 女性を大逆転させるランキングを紹介。最初は小沢がベスト3を考えてしたが、「毎週3つも思い付かない!」と全員で考えその中からベスト3を選出する様になった。「小沢ランキング」と題されているが、小沢の意見は理解しがたいマニアックなものでベスト3に入る事は殆ど無い。

## 放送内容
- vol.1

前半 クリスマスにつけて欲しいランジェリー（16分）
後半 八戸ナイト 横浜セレブデートの行方（6分）
- vol.2

前半 号泣するDVDランキング（16分）
後半 NAOKIのマル得横浜デートの行方!（15分9秒）
- vol.3

前半 楽しいお正月ランキング イケメンリニューアル!（15分46秒）
後半 お正月特番 大盛り上がりのHしりとり（5分33秒）
- vol.4

前半 必見!幸せを掴むための変身スポットランキング!（15分23秒）
後半 徹底分析!男が喜ぶ女のしぐさ!（16分）
- vol.5

前半 男が好きなナイトウェアランキング（16分）
後半 流行のおやじスポット 美味はおやじが知っている!「ナイトDEデート･浅草デート編」（16分）
- vol.6

前半 男が傷つく一言とは? 女性の皆さん、思い違いをしていない?「食べ放題ランキング」に「浅草デート編 3rd Season」（16分）
後半 食べ放題ランキング!あの豪華料理が!? 「食べ放題ランキング」に「男が傷つく一言」（16分）
- vol.7

前半 夜遊びスポットベスト5 森岡ナイト登場！（16分）
後半 「イイ女の条件」 第1位とは!? 「夜遊びスポット」（16分）
- vol.8

前半 貸切デートスポット！ケンジョン登場!（15分11秒）
後半 バレンタインにもらって嬉しくないプレゼント第1位は!?（14分48秒）
- vol.9

前半 ゲイに学べ!騎士団の新宿2丁目ツアー（5分53秒）
後半 2丁目で見かける芸能人は!?（15分51秒）
- vol.10

前半 箱根をセレブ的に楽しむ方法!二川原ナイト登場!（15分37秒）
後半 お酒の席で嫌われる女は!? 「箱根セレブデート」（15分59秒）
- vol.11

前半 箱根で1万円デート!ルイト・ナイト!（15分48秒）
後半 女性に幻滅した瞬間ランキング!（15分50秒）
- vol.12

前半 早朝築地デート食べ歩き JINナイト!（15分57秒）
後半 彼女の部屋でついチェックしてしまうもの（15分46秒）
- vol.13

前半 NAOKIが東京ベタベタデート（15分59秒）
後半 必見 男がグッとくる甘え方（15分59秒）
- vol.14

前半 のりちゃん接待ツアー! 〜千葉・房総〜「プリンセスのり 千葉・房総接待ツアー」（30分15秒）
後半 プリンセスのりは騎士団の接待に…!?（31分9秒）
- vol.16

前半 高橋ナイトの湘南デート（15分45秒）
後半「男が告白されたいシチュエーション」（15分47秒）
- vol.17

前半 番組初!ダブルデート（16分1秒）
後半「男からのラブサイン」（16分）
- vol.18

前半「まぁがりん接待ツアー」（32分23秒）
後半 まぁがりんと行く伊豆ツアー!（32分6秒）
- vol.20

前半「お悩み解決デート」（15分52秒）
後半「女の子のここが不思議」（15分38秒）
- vol.21

前半「軽井沢デートスポット」（15分55秒）
後半 この2人のナイトが軽井沢を…。「男が好きなコスチューム」（15分59秒）
- vol.22

前半 小沢ランキングスペシャル!!「女の浮気」（15分28秒）
後半 小沢ランキングスペシャル!!「こいつにモノ申す!」（14分53秒）
- vol.23

前半「河口湖デートスポット」（15分37秒）
後半「男がたまんない女の子の写真のポーズ」（15分41秒）
- vol.24

前半「ワールドカップ」デート（15分43秒）
後半「友達から意識し始める瞬間」（15分56秒）
- 特別編 「小沢騎士団PV」（15分49秒）
- vol.25

前半 「スピードワゴンと行く 秩父・長瀞ツアー!」（29分54秒）
後半 「スピードワゴンと行く 秩父・長瀞」「イケてる女が着る水着」（30分21秒）
- vol.26

前半 「ドキドキ女性自身デート」（15分53秒）
後半 「遊びと本気の境界線」（15分59秒）

## エピソード
- 「彼女の部屋でついチェックしてしまう物」で小沢が「全然関係無いけど、思い出したから言うね」と言い出し以前交際していた女性が中国にしばらく行くので、部屋を解約したくないと彼女の部屋に住んでいた。彼女が旅立つ前、「あそこタンスの引き出しは絶対開けちゃ駄目だよ？」と言われ、小沢は興味が無かったので開けなかった。だが夏のある日そのタンスを見ると蟻が集っており、怖くなったので開けてみたら「蜂蜜まみれのバイブ」が見つかったと話した。出演者全員失笑で小沢も「何でこんな話しちゃったんだろ…」と後悔していた。
- 小沢が「付き合うと自分の物になるから適当になるよね」「男は釣った魚に餌をやらない」と発言し井戸田の同情を買おうとするがいつも「俺は結婚したから違うけど」と言い必ず小沢は「お前ずるいよ」と発言する。
- 小沢が「俺30歳になってから性欲が凄いの!!」と発言し井戸田に「小沢さん、あんたはバカだよ!冒頭で何言ってるの」と突っ込まれた。小沢は「理想のセックスは自分が女装し、男装した短髪の女の子にペニスバンドでガンガン突かれる」「好みのタイプはアソコを踏んでくれるとか、体に涎をダラダラ垂らしてくてる子」など異常な性的嗜好を各所で明かしているが、この番組でも「ペアルックをまず着て、中の下着を交換したい。俺は女性のパンティをはいてみたい、ブリーフ派は女の子の小さい下着にギュッと締め付けられたい。」と変態的な願望を語り、周囲は騒然となった。
- 「クリスマスに着けて欲しいランジェリー」で堀越が「アイドルは番組出演時は気を抜いてベージュのおばさんぽい下着を着けている」と発言すると小沢に「そういう事言うのがイケない女なんだよ」と突っ込んだ。すると堀越は持っていたブラジャーで小沢の頭を叩きだし小沢は「俺30年以上生きてて、ブラジャーで叩かれたの初めて…」と悲しそうな顔をした。
- 小沢は「男はライターで、女はマッチ」という名言を残した。
- 堀越はこの番組で「イケない女」という設定だが本人は気に入っていない。

## スタッフ
- 構成：長鳥祐尚、藤森
- リサーチ：手塚和江
- カメラ：黒崎修一
- 音効：馬場
- 編集：坂関典
- MA：梶山恭一
- AD：岩井秀行、下鳥真沙、大阿久知浩
- AP：伊藤一之
- 協力：クラスフィールドでベッシュ、NSL、麻布プラザ、エムドルフィン
- ディレクター：細木美奈、内田憲治
- プロデューサー：永田克弘
- 制作協力：電通
- 制作著作：USEN、ホリプロ